# Rubén Martínez Núñez
Rubén Ignacio Martínez Núñez (* 27. November 1963 in Santiago de Chile) ist ein ehemaliger chilenischer Fußballspieler und späterer -trainer. Der Stürmer gewann mit dem CSD Colo-Colo die Copa Libertadores 1991 und spielte 12-mal für die Nationalmannschaft Chiles, in der er zwei Tore erzielte. Von 1989 bis 1991 wurde Martínez drei Mal Torschützenkönig der Primera División.

## Karriere

### Verein
Im Alter von sieben Jahren begann Rubén Martínez in der Escuela del Banco Estado im Barrio El Llano Fußball zu spielen. Mit 16 Jahren begann seine Profikarriere in der dritten chilenischen Liga beim Verein Campos de Batalla de Maipú und wechselte in den Profifußball zum CD Cobresal. 1984 debütierte Martínez in der Primera División und wurde Vizemeister. 1987 gewann Martínez gemeinsam mit Sergio Salgado und Iván Zamorano die Copa Chile und qualifizierte sich für die Copa Libertadores 1988. 1989 wurde er Torschützenkönig der Liga. 
Seine erfolgreichste Zeit erlebte Martínez ab 1990 beim CSD Colo-Colo, mit dem er in den drei Jahren von 1990 bis 1993 zwei Meistertitel und einen Pokalsieg erreichte. Er selbst trug viel dazu bei, denn er wurde sowohl 1990 als auch 1991 erneut Liga-Torschützenkönig. Wichtigster Titel seiner Karriere war der Gewinn der Copa Libertadores 1991, als Martínez beim Hinspiel des chilenischen Klubs gegen den paraguayischen Vertreter Club Olimpia allerdings nach einer Rangelei mit Virginio Cáceres vom Platz gestellt wurde und so für das Rückspiel gesperrt war. Dennoch gewann sein Team mit 3:0 und sicherte sich so die wertvollste Trophäe im südamerikanischen Vereinsfußball. Martínez hatte im Halbfinale mit seinen beiden Toren gegen die Boca Juniors großen Anteil am Triumph. Im Folgejahr gewann Martínez mit Colo-Colo sowohl die Recopa Sudamericana als auch die Copa Interamericana.
1993 wechselte Martínez nach Mexiko, wo er für Santos Laguna und später für Tampico-Madero FC spielte. 1995 kehrte er in seine Geburtsstadt zurück und traf für Unión Española. Nach Provincial Osorno und Deportes La Serena, mit denen er 1996 Zweitligameister wurde, kam er an seine erste große Erfolgsstätte Cobresal zurück. 2000 beendete Martínez dort seine insgesamt titelreiche Karriere.

### Nationalmannschaft
Das Debüt in der chilenischen Nationalmannschaft gab Rubén Martínez im Dezember 1987 beim Freundschaftsspiel gegen Brasilien. Bei der 1:2-Niederlage erzielte er sein erstes Länderspieltor. Nach weiteren Freundschaftsspielen bzw. -turnieren war sein letztes Länderspiel im November 1990 wieder gegen Brasilien, das dieses Mal ohne Tore auf beiden Seiten endete. Insgesamt absolvierte Martínez zwölf Länderspiele mit zwei Toren.

### Trainer
Rubén Martínez war von 2013 bis 2015 Trainer von Independiente de Cauquenes und nach weniger als einem Jahr noch einmal zurück. Im September 2017 gab er seinen Rücktritt bekannt. 2016 hatte er kurz von Mai bis August den Klub Deportes Vallenar trainiert und beendete die Zusammenarbeit wegen ausstehender Gehaltszahlungen. Im Juli 2018 übernahm Martínez Deportes Linares. Seit Anfang 2023 trainiert er den Viertligisten Constitución Unido.

## Erfolge
CD Cobresal
- Chilenischer Pokalsieger: 1987
- Chilenischer Zweitliga-Meister: 1998

CSD Colo-Colo
- Chilenischer Meister (2): 1990, 1991
- Chilenischer Pokalsieger: 1990
- Copa-Libertadores-Sieger: 1991
- Sieger der Recopa Sudamericana: 1992
- Sieger der Copa Interamericana: 1992

Deportes La Serena
- Chilenischer Zweitliga-Meister: 1996

## Individuelle Auszeichnungen
- Torschützenkönig der Primera División (3): 1989, 1990, 1991